# Assaig (rugbi)
Un assaig (try en anglès) és una forma d'anotar punts al rugbi a 15 i al rugbi a 13. Un assaig s'anota en recolzar la pilota al terreny d'assaig del rival (sobre o darrere de la línia d'assaig). El rugbi a 15 i a 13 difereixen lleugerament en la definició de "recolzar la pilota" i el "terreny d'assaig".
Si el joc brut de l'equip oponent impedeix que es marqui un assaig probable o que es marqui en una posició avantatjosa, se li concedeix un assaig de càstig.